# Ettore Fiorini
Ettore Fiorini (* 19. April 1933 in Verona; † 9. April 2023 in Mailand) war ein italienischer experimenteller Teilchenphysiker und Hochschullehrer.

## Leben
Er war der Sohn des Mediziners Enoch Fiorini. Fiorini war Professor an der Universität Mailand-Bicocca.
Er war an Neutrinoexperimenten am Gargamelle-Detektor des CERN beteiligt und leitete das Nusex-Experiment zur Suche nach dem Protonzerfall im Mont-Blanc-Untergrundlabor. Er suchte nach dem neutrinolosen doppelten Betazerfall bei der Umwandlung von Germanium-76 und war am GALLEX-Experiment der Untersuchung solarer Neutrinos im Untergrundlabor des LNGS unter dem Massiv des Gran Sasso beteiligt. Er war dort an der Suche nach dem doppelten Betazerfall (in Tellur-Zerfällen) und Dunkler Materie beteiligt.
2007 erhielt er den Premio Enrico Fermi, 2012 den Bruno-Pontecorvo-Preis.
Er starb am 9. April 2023 im Alter von 89 Jahren in Mailand, 10 Tage vor seinem 90. Geburtstag.

## Veröffentlichungen (Auswahl)
- Neutrino physics and astrophysics. Plenum Press, London, New York 1982, ISBN 978-1-4757-0521-8.